# Fekete Dávid (kézilabdázó)
Fekete Dávid (Budapest, 1996. október 12. –) magyar válogatott kézilabdázó, jelenleg a CYEB Budakalász játékosa.
Édesapja, Fekete Gábor szintén válogatott kézilabdázó volt.

## Pályafutása
Gyerekként több sportot is kipróbált, kézilabdázni a budapesti Elektromos SE csapatában kezdett. Éveken át az Elektromos utánpótláscsapataiban szerepelt, a felnőttek között 2013-ban a másodosztályban mutatkozott be. Ebben a szezonban a junior válogatottat – amelynek Fekete stabil tagja volt – az NB1-be is benevezték, így élvonalbeli tapasztalatokat is szerzett. Szezon közben csapatot váltott, és az idényt a MKB-MVM Veszprém KC másodosztályban szereplő tartalékcsapatában fejezte be. A csapat végül megnyerte az NB1/B nyugati csoportját.
2014 nyarán az ifjúsági válogatottal az Európa-bajnokságon vett részt, ahol a döntőbe jutott a magyar csapat, és végül a francia csapattól elszenvedett vereséggel ezüstérmes lett. Fekete Dávid a magyar válogatott második legeredményesebb játékosa volt a tornán, 50 góljával a góllövőlista nyolcadik helyén végzett.
Az NB1-ben rendszeres játéklehetőséghez először a 2015–2016-os szezonban jutott, amikor a Váci KSE csapatában szerepelt kölcsönben. A következő szezonban lett a Telekom Veszprém KC első csapatának tagja, elsősorban magyar bajnoki és a SEHA-ligában kapott szerepet. A Bajnokok Ligájában kétszer került keretbe, és egy gólt szerzett a Wisła Płock elleni mérkőzésen. Szezon közben azonban csapatot váltott, és a CYEB Budakalász csapatához igazolt, amellyel végül az EHF-kupa indulást érő negyedik helyen végzett a bajnokságban.
A 2018-as Európa-bajnokságra készülő válogatott keretének tagja.

## Sikerei
- Ifjúsági Európa-bajnokság ezüstérmese: 2014